# Dieter Glietsch
Dieter Glietsch (* 2. Mai 1947 in Willingen (Upland)) war von September 2015 bis September 2016 Staatssekretär für Flüchtlingsfragen beim Regierenden Bürgermeister von Berlin. Von 2002 bis 2011 war er Polizeipräsident in Berlin und damit Leiter der gleichnamigen Behörde. Zuvor war er Inspekteur der Polizei in Nordrhein-Westfalen.

## Leben
Dieter Glietsch trat im Jahr 1964 als Polizeiwachtmeister in den Polizeidienst des Landes Nordrhein-Westfalen ein und wurde im Juli 2000 zum Inspekteur der Polizei ernannt. Zuvor war er neun Jahre Einsatzreferent im nordrhein-westfälischen Innenministerium.
Seine Ernennung zum Polizeipräsidenten war in Berliner Polizeikreisen umstritten, da der Eindruck entstanden war, dass seine SPD-Mitgliedschaft bei der Ernennung ausschlaggebend gewesen sei und Berliner Mitbewerber, so etwa der damalige Polizeivizepräsident Gerd Neubeck, als zu konservativ übergangen worden seien. Ferner stieß anfangs sein eher unpersönlicher, auf das Sachliche ausgerichteter Führungsstil auf Kritik. Glietsch führte eine Kultur des offenen Umgangs mit eigenen Fehlern ein. Für die polizeiliche Bewältigung von Großereignissen erhob er die Deeskalation zum Prinzip. Besondere Bedeutung misst Glietsch der Prävention bei.
Unter Glietsch wurde mit Wirkung zum 1. Juli 2003 die „Neuordnung der Führungsstruktur“ der Berliner Polizei durchgeführt. Das Konzept hierzu hatte er unmittelbar nach seiner Ernennung vorgelegt. Ziel dieser Reform war es, durch die Reduzierung von Führungsebenen mehr Personal für den operativen Dienst und die Sachbearbeitung freizusetzen. Dazu wurden die Stäbe des Polizeipräsidenten und des Landesschutzpolizeiamtes zusammengelegt, ein gemeinsames Lagezentrum von Senatsinnenverwaltung und Polizei gebildet und die örtlichen Direktionen von sieben auf sechs verringert – die Direktionsgrenzen entsprechen nun den Grenzen der Verwaltungsbezirke Berlins. Aus Kostengründen musste unter Glietsch Ende 2003 das Polizeiorchester Berlins aufgelöst werden.
Am 1. Mai 2008 wurde Glietsch am Rande der Demonstrationen in Berlin-Kreuzberg von mehreren Randalierern attackiert, als er sich vor Ort ein Bild der Lage verschaffen wollte. Personenschützer brachten ihn in einem Mannschaftswagen in Sicherheit.
Ende Mai 2011 schied Glietsch aus dem Amt des Polizeipräsidenten aus und zog als Pensionär zurück nach Nordrhein-Westfalen. Nach seiner Reaktivierung als Staatssekretär für Flüchtlingsfragen sollte er in erster Linie koordinierend gemeinsam mit Dirk Gerstle den Krisenstab für Flüchtlingsmanagement leiten.
Im Mai 2011 wurde Glietsch für seine Unterstützung während seiner Amtszeit als Berliner Polizeipräsident als Ehrenmitglied in den Verein lesbischer und schwuler Polizeibediensteter Berlin-Brandenburg e. V. aufgenommen.

## Kontroversen
Glietsch sorgte für Wirbel in der Berliner Politik, als er im Juni 2008 in einem taz-Interview Porschefahrer warnte, ihr Auto in Berlin-Kreuzberg zu parken. Der Vorsitzende des Innenausschusses, Peter Trapp (CDU), kritisierte Glietsch daraufhin: „Die Äußerungen werden in jedem Fall ein Nachspiel haben, der Innenausschuss wird sich in seiner nächsten Sitzung am 23. Juni mit der inakzeptablen Darstellung des Polizeipräsidenten beschäftigen“. Zugleich wiederholte Trapp die mehrfach von der CDU erhobene Forderung nach Einrichtung einer Sonderkommission zur Bekämpfung der regelmäßigen Brandstiftungen in den Berliner Kiezen Kreuzberg, Friedrichshain, Prenzlauer Berg und Mitte. Ein Unternehmenssprecher Porsches äußerte sich gleichfalls: „Wenn der Polizeipräsident von Berlin diese Empfehlung gibt, dann scheint es ratsam zu sein, ihr zu folgen. Auf der anderen Seite ist es bedenklich, dass solche Verhältnisse herrschen und solche Straftaten nicht verhindert werden können.“
Ebenfalls kontrovers wurde eine neue Kleiderordnung für Berliner Polizisten diskutiert, die im März 2009 von Glietsch erlassen wurde. Laut Anweisung ist es den Fahndern untersagt, in Zukunft Kleidungsstücke der Marken Fred Perry, Alpha Industries, Ben Sherman, ACAB, Lonsdale, Consdaple, Pit Bull, Outlaw, Troublemaker und Thor Steinar zu tragen. Später wurden die Marken Fred Perry, Lonsdale, Alpha Industries und Ben Sherman aufgrund von massiven Protesten von Öffentlichkeit und Politik von der Liste entfernt, auch weil die vier Hersteller sich wiederholt von dem Status ihrer Produkte in der Neonazi-Szene distanziert hatten. Stattdessen wurden die Labels Rizist und Masterrace Europe hinzugefügt.
Auf Nachfrage der Presse erklärte Glietsch, dass die seit Jahren andauernden Bestrebungen der Polizei, alle Uniformträger grundsätzlich zum Tragen eines Namensschildes zu verpflichten, mit der Einführung der neuen Polizeiuniformen im Jahr 2010 umgesetzt würden. In diesem Zusammenhang machte er wiederholt deutlich, dass es ihm dabei nicht um die Strafverfolgung nach tatsächlichen oder angeblichen Übergriffen gehe, sondern um das Selbstverständnis einer modernen und bürgernahen Hauptstadtpolizei. Das Namensschild solle aber, sofern aus „Sicherheitsgründen“ die Notwendigkeit besteht, umgedreht werden können. Auf seiner Rückseite soll die Dienstnummer des Beamten stehen. Damit wären Polizisten einwandfrei im Falle ähnlicher Vorkommnisse nun eindeutig identifizierbar.